# Olympische Sommerspiele 1920/Bogenschießen
| Bogenschießen bei den VII. Olympischen Sommerspielen | Bogenschießen bei den VII. Olympischen Sommerspielen |
| Olympische Ringe · Bogenschießen                     | Olympische Ringe · Bogenschießen                     |
| Informationen                                        | Informationen                                        |
| ---------------------------------------------------- | ---------------------------------------------------- |
| Teilnehmer:                                          | 30 Athleten                                          |
| Datum:                                               | 3. August – 5. August                                |
| Austragungsort:                                      | Antwerpen                                            |
| Wettkampfort:                                        | Nachtegalenpark                                      |
| Entscheidungen:                                      | 10                                                   |
| ← St. Louis 1904                                     | München 1972 →                                       |
| Olympische Ringe                                     | Bogenschießen                                        |

Bei den VII. Olympischen Sommerspielen 1920 in Antwerpen wurden im Bogenschießen zehn Wettbewerbe ausgetragen. Austragungsort war der Nachtegalenpark. Es war das erste olympische Turnier nach einer zwölfjährigen Unterbrechung, 1912 war Bogenschießen nicht olympisch und die Spiele von 1916 fielen aus. Allerdings sollte es das nächste olympische Bogenturnier erst wieder 50 Jahre später, bei den Spielen von 1972, geben.
Das Teilnehmerfeld war ausschließlich mit Männern besetzt. Lediglich drei Nationen entsandten Teilnehmer zum Turnier, dies waren Frankreich (8 Teilnehmer), die Niederlande (8 Teilnehmer) und der Gastgeber Belgien (14 Teilnehmer).

## Wettbewerbe

### Festes Vogelziel, kleiner Vogel, Einzel
| Platz | Land    | Athlet             | Punkte |
| ----- | ------- | ------------------ | ------ |
| 1     | Belgien | Edmond Van Moer    | 11     |
| 2     | Belgien | Louis Van De Perck | 8      |
| 3     | Belgien | Joseph Hermans     | 6      |

### Festes Vogelziel, kleiner Vogel, Mannschaft
| Platz | Land    | Athlet | Punkte |
| ----- | ------- | --- | ------ |
| 1     | Belgien | Edmond Cloetens, Louis Van De Perck, Firmin Flamand, Edmond Van Moer, Joseph Hermans, Auguste van de Verve | 25     |

### Festes Vogelziel, großer Vogel, Einzel
| Platz | Land    | Athlet             | Punkte |
| ----- | ------- | ------------------ | ------ |
| 1     | Belgien | Edmond Cloetens    | 13     |
| 2     | Belgien | Louis Van De Perck | 11     |
| 3     | Belgien | Firmin Flamand     | 7      |

### Festes Vogelziel, großer Vogel, Mannschaft
| Platz | Land    | Athlet | Punkte |
| ----- | ------- | --- | ------ |
| 1     | Belgien | Edmond Cloetens, Louis Van De Perck, Firmin Flamand, Edmond Van Moer, Joseph Hermans, Auguste van de Verve | 31     |

### Bewegliches Vogelziel, 28 m, Einzel
| Platz | Land       | Athlet                | Punkte |
| ----- | ---------- | --------------------- | ------ |
| 1     | Belgien    | Hubert Van Innis      | 144    |
| 2     | Frankreich | Léonce Gaston Quentin | 115    |

### Bewegliches Vogelziel, 28 m, Mannschaft
| Platz | Land        | Athlet | Punkte |
| ----- | ----------- | --- | ------ |
| 1     | Niederlande | Adrianus Cornelis Theeuwes, Hendrikus van Bussel, Jan Joseph Packbiers, Adrianus van Merrienboer, Johannes Jacobus van Gastel, Theo Willems, Piet de Brouwer, Tiest van Gestel | 3087   |
| 2     | Belgien     | Hubert Van Innis, Alphonse Allaert, Edmond de Knibber, Louis Delcon, Jérôme De Mayer, Pierre van Thielt, Louis Fierens, Louis van Beeck                                        | 2924   |
| 3     | Frankreich  | Julien Brulé, Léonce Gaston Quentin, Eugène Grisot, Pascal Fauvel, Eugène Richez, Paul Leroy, Artur Mabellon                                                                   | 2317   |

### Bewegliches Vogelziel, 33 m, Einzel
| Platz | Land       | Athlet           | Punkte |
| ----- | ---------- | ---------------- | ------ |
| 1     | Belgien    | Hubert Van Innis | 139    |
| 2     | Frankreich | Julien Brulé     | 94     |

### Bewegliches Vogelziel, 33 m, Mannschaft
| Platz | Land       | Athlet | Punkte |
| ----- | ---------- | --- | ------ |
| 1     | Belgien    | Hubert Van Innis, Pierre van Thielt, Louis van Beeck, Jérôme De Mayer, Alphonse Allaert, Louis Delcon, Edmond de Knibber, Louis Fierens | 2958   |
| 2     | Frankreich | Julien Brulé, Léonce Gaston Quentin, Eugène Richez, Pascal Fauvel, Eugène Grisot, Paul Leroy, Artur Mabellon                            | 2586   |

### Bewegliches Vogelziel, 50 m, Einzel
| Platz | Land       | Athlet           | Punkte |
| ----- | ---------- | ---------------- | ------ |
| 1     | Frankreich | Julien Brulé     | 134    |
| 2     | Belgien    | Hubert Van Innis | 106    |

### Bewegliches Vogelziel, 50 m, Mannschaft
| Platz | Land       | Athlet | Punkte |
| ----- | ---------- | --- | ------ |
| 1     | Belgien    | Hubert Van Innis, Pierre van Thielt, Jérôme De Mayer, Alphonse Allaert, Edmond de Knibber, Louis Delcon, Louis van Beeck, Louis Fierens | 2701   |
| 2     | Frankreich | Julien Brulé, Léonce Gaston Quentin, Eugène Richez, Pascal Fauvel, Eugène Grisot, Paul Leroy, Artur Mabellon                            | 2493   |

## Medaillenspiegel
| Medaillenspiegel |             |    |   |   |        |
| Platz            | Land        | G  | S | B | Gesamt |
| 1                | Belgien     | 8  | 4 | 2 | 14     |
| 2                | Frankreich  | 1  | 4 | 1 | 6      |
| 3                | Niederlande | 1  | 0 | 0 | 1      |
|                  | Summen      | 10 | 8 | 3 | 21     |

In den beiden Mannschaftswettbewerben mit festem Vogelziel wurde nur eine Goldmedaille vergeben, in fünf weiteren Wettbewerben keine Bronzemedaille.